# Chauliolobion foliaceum
Chauliolobion foliaceum is een eenoogkreeftjessoort uit de familie van de Synapticolidae. De wetenschappelijke naam van de soort is voor het eerst geldig gepubliceerd in 1970 door Ummerkutty.